# Кубок УЄФА 2006—2007
Кубок УЄФА 2006-07 був тридцять шостим розіграшем Кубка УЄФА. Фінал пройшов на стадіоні Гемпден-Парк, Глазго, Шотландія 16 травня 2007 між двома іспанськими командами «Еспаньйол» та «Севілья». «Севілья» виграла в серії післяматчевих пенальті 3:1 (1:1 — основний час, 2:2 — екстратайм), завоювавши таким чином другий поспіль єврокубок. В турнірі не брав участь італійський клуб «Лаціо» через корупційний скандал.
Кожна європейська футбольна асоціація мала різну кількість представників, залежно від коефіцієнтів УЄФА.

## Плей-оф

### 1/8 фіналу
Перші матчі відбулись 8 березня 2007 року, матчі-відповіді − 14 і 15 березня 2007 року.
| Команда 1   | Заг.       | Команда 2  | 1-й матч | 2-й матч |
| ----------- | ---------- | ---------- | -------- | -------- |
| Спортінг    | 4:6        | Тоттенгем  | 2:3      | 2:3      |
| Сельта      | 0:3        | Вердер     | 0:1      | 0:2      |
| Ланс        | 2:4        | Байєр      | 2:1      | 0:3      |
| Рейнджерс   | 1:2        | Осасуна    | 1:1      | 0:1      |
| Маккабі (Х) | 0:4        | Еспаньйол  | 0:0      | 0:4      |
| ПСЖ         | 3:4        | Бенфіка    | 2:1      | 1:3      |
| Ньюкасл     | 4:4 (ч)    | АЗ         | 4:2      | 0:2      |
| Севілья     | 5:4 (д.ч.) | Шахтар (Д) | 2:2      | 3:2      |

### 1/4 фіналу
Перші матчі відбулись 5 квітня 2007 року, матчі-відповіді — 12 квітня 2007 року.
| Команда 1 | Заг. | Команда 2 | 1-й матч | 2-й матч |
| --------- | ---- | --------- | -------- | -------- |
| АЗ        | 1:4  | Вердер    | 0:0      | 1:4      |
| Байєр     | 0:4  | Осасуна   | 0:3      | 0:1      |
| Севілья   | 4:3  | Тоттенгем | 2:1      | 2:2      |
| Еспаньйол | 3:2  | Бенфіка   | 3:2      | 0:0      |

### 1/2 фіналу
Перші матчі відбулись 26 квітня 2007 року, матчі-відповіді — 3 травня 2007 року.
| Команда 1 | Заг. | Команда 2 | 1-й матч | 2-й матч |
| --------- | ---- | --------- | -------- | -------- |
| Еспаньйол | 5:1  | Вердер    | 3:0      | 2:1      |
| Осасуна   | 1:2  | Севілья   | 1:0      | 0:2      |

## Фінал
У фіналі Кубка УЄФА брали участь Севілья (Іспанія) та Еспаньйол (теж Іспанія). Матч пройшов 16 травня 2007 на стадіоні Гемпден-Парк у Глазго, Шотландія. Севілья перемогла Еспаньйол у післяматчевих пенальті з рахунком 3:1, здобувши другий європейський трофей.
| 16 травня 2007 19:45 |

| Еспаньйол              | 2–2 (дч) | Севілья                 |
| ---------------------- | -------- | ----------------------- |
| Рієра 28' Жонатас 115' | Протокол | Адріано 18' Кануте 105' |

| «Гемпден-Парк», Глазго Глядачів: 50,670 Арбітр: Массімо Бузакка |

|                                           |     | Пенальті                               |  |
| Л. Гарсія · Пандіані · Жонатас · Торрехон | 1–3 | Кануте · Драгутінович · Алвеш · Пуерта |  |

| Переможець Кубка УЄФА 2006—2007 |
| ------------------------------- |
| Іспанія                         |
| Севілья Другий титул            |